# صومعه سفلی
صومعه سفلی، روستایی در دهستان گاوینه‌رود بخش صومعه شهرستان ترکمانچای در استان آذربایجان شرقی ایران است.

## جمعیت
بر پایه سرشماری عمومی نفوس و مسکن در سال ۱۳۹۵، جمعیت این روستا برابر با ۱۳۹ نفر (۴۸ خانوار) بوده است.